# Malacosteus australis
Malacosteus australis is een straalvinnige vissensoort uit de familie van Stomiidae. De wetenschappelijke naam van de soort is voor het eerst geldig gepubliceerd in 2007 door Kenaley.